# Noël ensemble
Noël ensemble est un album à vocation caritative vendu au profit de la recherche contre le sida, il sort en 2000. Cet album regroupe des chansons traditionnelles de Noël.  
L'album tire son nom du titre de la chanson « Noël ensemble » créée pour l'occasion, qui est interprétée par un rassemblement d'un grand nombre de chanteurs et de personnalités françaises.
Il se classe cette même année, douzième du Top Albums du SNEP.

## Autour de l'album
Référence originale CD : Mercury 548332-2
- Liste des interprètes de la chanson Noël ensemble (par ordre d'apparition) : Johnny Hallyday - David Hallyday - Francis Cabrel - Maurane - Garou - Hélène Ségara - Pascal Obispo - Jean-Jacques Goldman - Julien Clerc - Laurent Voulzy - Françoise Hardy - Daniel Lévi - Nourith - Damien Sargue - Cécilia Cara - Ginie Line - Sonia Lacen - Sébastien Lorca - Zazie - Elsa - Carole Fredericks - Michael Jones - Sheila - Sylvie Vartan - Michel Fugain - Patrick Fiori - Axelle Red - Gérard Presgurvic - Patrick Bruel - Isabelle Boulay - Julie Zenatti - Stephan Eicher - Ophélie Winter - Émile et Images - Peter Kitsch - Larusso - Peter Kingsbery - Florent Pagny - Lara Fabian - Michel Delpech - Jane Birkin - Calogero - Patricia Kaas - Véronique Sanson - Henri Salvador - Serge Lama - Ishtar - Chris Mayne - Natali Lorio - Omar Chakil - Sébastien Izambard - Keren Ann - Virginie Ledoyen - Philippe Lavil - Patrick Juvet - Dave - Nana Mouskouri - Nicoletta - Marc Lavoine - Enzo Enzo - Dany Brillant - Troupe de Les Mille et Une Vies d'Ali Baba - Troupe de Les Dix Commandements - Troupe de Roméo et Juliette, de la haine à l'amour - Faudel - Roch Voisine - Lââm - Yuri Buenaventura - Jean-Marie Bigard - Pierre Palmade - Michèle Laroque - Muriel Robin - Fabien Barthez - Line Renaud.

## Les titres
| No  | Titre | Auteur                                                            | Durée |
| --- | --- | ----------------------------------------------------------------- | ----- |
| 1.  | Noël ensemble (collectifs - voir nota) | Lionel Florence, Patrice Guirao - Pascal Obispo                   | 4:33  |
| 2.  | Jolis sapins (Maurane) | Claude Lemesle - Michel Fugain                                    | 2:55  |
| 3.  | Vive le vent (Henri Salvador) | Francis Blanche - A. Mareuse                                      | 3:06  |
| 4.  | Brahms' lullaby (Hélène Ségara) | D. Foster - J. Brahms                                             | 3:07  |
| 5.  | Petit Garçon (Charlélie Couture et Elsa) | Graeme Allwright, adaptation du texte de Roger Miller - R. Miller | 3:07  |
| 6.  | Douce nuit (Calogero et Zazie) | Franz Xaver Gruber - Joseph Mohr                                  | 2:55  |
| 7.  | Last christmas (Larusso, Ginie Line,Natali Lorio, Omar Chakil, Peter Kitsch, Elaad et Patrick Juvet)                                                                            | G. Michael                                                        | 3:49  |
| 8.  | Tout va changer (Liane Foly, Marc Lavoine et Michel Delpech) | Pierre Delanoë - Michel Fugain                                    | 3:49  |
| 9.  | Noël à Paris (Charles Aznavour et Axelle Red) | Jacques Plante, adaptation du texte de Shipman - Charles Aznavour | 2:33  |
| 10. | Noël blanc (Véronique Sanson et Eddy Mitchell) | Francis Blanche - Irving Berlin                                   | 2:54  |
| 11. | Navidad camina descalza (Yuri Buenaventura) | Yuri Buenaventura                                                 | 3:57  |
| 12. | The christmas song (Garou et Daniel Lavoie) | M. Tormé, R. Wells                                                | 4:03  |
| 13. | Noël interdit (Lââm) | Michel Mallory - Johnny Hallyday                                  | 2:57  |
| 14. | Mon beau sapin (Patrick Fiori et les Polyphonies Corses) | Delcasso - H. Classens                                            | 3:50  |
| 15. | Marie-Noël (Roch Voisine) | C. Gauthier - Robert Charlebois                                   | 3:30  |
| 16. | Le petit colis (Anna Karina et Philippe Katerine) | Anna Karina - P. Evenos                                           | 4:22  |
| 17. | Ave Maria (Sonia Lacen, Cécilia Cara, Nourith, la troupe des 1001 vies d'Ali Baba, la troupe de Roméo et Juliette, de la haine à l'amour et la troupe de Les Dix Commandements) | Charles Gounod - Jean-Sébastien Bach                              | 3:06  |
| 18. | Petit papa Noël (Florent Pagny) | Raymond Vincy - Henri Martinet                                    | 3:43  |
| 19. | Noël ensemble (version acoustique) (collectifs) | Lionel Florence, Patrice Guirao - Pascal Obispo                   | 4:35  |

## Musiciens
- Laurent Vernerey : basse
- Christophe Deschamps, Régis Ceccarelli : Batterie
- Pierre Jaconelli, Louis Bertignac, Michel-Yves Kochmann : guitare
- Jean-Pierre Pilot, Dominique Gau, Jean-Yves D'Angelo, Bernard Arcadio : Claviers
- Jean-Yves D'Angelo, Bernard Arcadio, CharlÉlie : piano
- Elaad : programmation
- Denis Benarrosh : percussions
- Harmony : chœurs
- Archets de Paris : cordes